# Lundgröe
Lundgröe (Poa nemoralis) är en växtart i familjen gräs. 